# Sym
SYM Sanyang Industry Co., es una empresa que fue fundada en Taipéi en 1954 por Huang Ji-Jun y Chang Kuo-Un. La sede de la compañía se estableció en Hsinchu, Taiwán, y sus tres bases de producción más importantes en la actualidad están en Taiwán, China y Vietnam. La compañía fabrica y vende escúteres, motocicletas y otros vehículos motorizados bajo la marca SYM. Hasta 2004, la compañía había producido 8 900 000 ciclomotores y motocicletas, y, en ese año, reportó una facturación global de 500 millones de euros. Hoy en día, la empresa produce más de 600 000 motocicletas y 20 000 automóviles al año, con un ingreso anual de ventas superior a 1000 millones de dólares estadounidenses, y emplea a más de 2000 personas en sus plantas de fabricación.

## Modelos de motocicletas
- Joymax Z+ (e5) 125/300

- Cruisym 125/300

- Citycom 125/300

- Joymax Z 125/300

- Joymax 125/300i —en versión deportiva y comfort (ejecutiva)—

- Maxsym 600

- GTS 125 EFI/EVO

- NHX 190i